# 島田七郎右衛門
島田 七郎右衛門（しまだ しちろうえもん、1883年1月17日 - 1962年7月25日）は、日本の政治家。衆議院議員（2期）。

## 経歴
富山県出身。1901年、富山県立富山中学校(現・富山県立富山高等学校)卒。日露戦争に従軍、陸軍歩兵中尉となる。三等郵便局長、福岡町（現・高岡市）議、同町長、富山県議、西砺波郡農会長、富山県農会長、同山林会副会長、福岡信用組合理事長、北陸製絹、高岡新報、中越土木、笹川窯業、高岡電燈、岡吉商事、大岩電気、飛越電気、戸出物産各(株)重役を務める。
1930年の第17回衆議院議員総選挙で富山2区(当時)から立憲政友会公認で立候補したが落選。1932年の第18回衆議院議員総選挙で初当選。1936年の第19回衆議院議員総選挙で再選。1937年の第20回衆議院議員総選挙で落選した。終戦後、公職追放となった。